# В руке Данте
«В руке Данте» или «Рукою Данте» (англ. In the Hand of Dante) — будущий художественный фильм американского режиссёра Джулиана Шнабеля, экранизация одноимённого романа Ника Тошеса. Работа над картиной началась в 2023 году, главные роли в нём сыграют Оскар Айзек, Джейсон Момоа, Галь Гадот и Джерард Батлер, исполнительным продюсером проекта является Мартин Скорсезе.

## Сюжет
Действие фильма развивается в рамках двух сюжетных линий, связанных с «Божественной комедией» Данте. В одной из них действуют нью-йоркские контрабандисты и учёный по имени Ник, который крадёт у них оригинал произведения. В другой главный герой — сам Данте, пишущий свою «Комедию» в сицилийском изгнании.

## В ролях
- Оскар Айзек
- Джейсон Момоа
- Галь Гадот[2]
- Джерард Батлер[3]
- Сабрина Импаччиаторе
- Франко Неро
- Мартин Скорсезе
- Фортунато Черлино
- Лоренцо Зурзоло
- Луис Канселми
- Аль Пачино
- Джон Малкович
- Бенджамин Клементин
- Клаудио Сантамария
- Гвидо Каприно
- Мохаммед Зуауи
- Паоло Боначелли

## Производство и премьера
В 2008 году снять фильм по роману Ника Тошеса хотел Джонни Депп, но этот замысел остался нереализованным. В июле 2011 года впервые появились данные о том, что картину снимет Джулиан Шнабель. В сентябре 2023 года главную роль в фильме получил Оскар Айзек, в октябре к проекту присоединились Джейсон Момоа и Джерард Батлер, а исполнительным продюсером стал Мартин Скорсезе.
Съёмки начались в Италии в октябре 2023 года.